# Liste de chipsets AMD

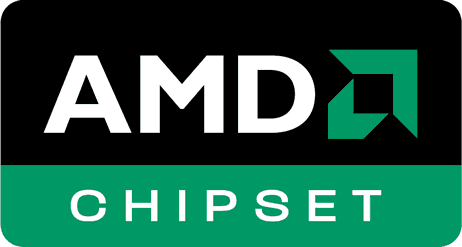
Logo "AMD Chipset", utilisé de 2000 à 2011 environ.

À l'instar d'Intel, AMD propose ses propres chipsets pour sa plateforme, en concurrence avec les fabricants SiS, Via, Nvidia et Ati. En 2006, à la suite du rachat d'Ati, les chipsets sont repris sous la marque AMD et la nomenclature change. Aujourd'hui le fabricant est le seul fournisseur de chipset pour sa plateforme, le deuxième, Nvidia, n'ayant pas sorti de nouveauté depuis 2009 dans ce secteur.

## Comparaison des Northbridges
| Nom de code | Modèle                                            | Date de sortie    | Processeurs Supportés                                                  | Procédé de fabrication (nm) | Fréquence FSB/HT max (MHz) | Compatible CrossFire                            | Fonctionnalités intégrées                                                                                         | Southbridge                               | Interface NB-SB    | Notes |
| ----------- | ------------------------------------------------- | ----------------- | ---------------------------------------------------------------------- | --------------------------- | -------------------------- | ----------------------------------------------- | --- | ----------------------------------------- | ------------------ | --- |
| AMD-640     | AMD-640                                           |                   | K6, Cyrix 6x86, Pentium                                                |                             | 66 (FSB)                   | Non                                             | | AMD-645                                   |                    | AMD licensed VIA Apollo VP2/97 |
| AMD-751     | AMD-750                                           | 1999              | Athlon, Duron (Slot A, Socket A), Alpha 21264                          |                             | 200 (FSB)                  | Non                                             | AGP 2x | AMD-756, VIA-VT82C686A                    |                    | SDRAM Chipset de la famille "Irongate". Les premiers steppings avaient des problèmes avec l'AGP 2x, il fallait limiter la vitesse à 1x pour éviter la surchauffe.                                                                      |
| AMD-761     | AMD-760                                           | Novembre 2000     | Athlon, Athlon XP ,Duron (Socket A), Alpha 21264                       |                             | 266 (FSB)                  | Non                                             | AGP 4x | AMD-766, VIA-VT82C686B                    |                    | DDR SDRAM |
| AMD-762     | AMD-760MP                                         | Mai 2001          | Athlon MP                                                              |                             |                            | Non                                             | AGP 4x | AMD-766                                   |                    | |
| AMD-762     | AMD-760MPX                                        | Mai 2001          | Athlon MP                                                              |                             |                            | Non                                             | AGP 4x, RNG matériel                                                                                              | AMD-768                                   |                    | Les premières cartes mères étaient vendues sans port USB car le contrôleur USB interne faisait défaut. Des cartes PCI additionnelles ont été ajoutées aux cartes mère avant que la révision corrigeant le problème ne soit disponible. |
| AMD-8111    | Série AMD-8000                                    | Avril 2004        | Opteron                                                                |                             | 800 BI-DIRECTIONAL         | Non                                             | RNG matériel | AMD-8131, AMD-8132                        |                    | |
| RD480       | AMD 480X / (précédent CrossFire Xpress 1600)      | Octobre 2006      | Athlon 64, Sempron                                                     | 110                         | 1000 BI-DIRECTIONAL        | Oui, x8+x8                                      | | SB600, ULi-M1575                          | A-Link Express II  | DDR SDRAM (Socket 939) et DDR2 SDRAM (socket AM2) |
| RD570       | AMD 570X/550X / (précédent CrossFire Xpress 3100) | Juin 2007         | Phenom, Athlon 64, Sempron                                             |                             | 1000 BI-DIRECTIONAL        | Oui, x16+x8                                     | | SB600                                     | A-Link Express II  | |
| RD580       | AMD 580X / (précédent CrossFire Xpress 3200)      | Octobre 2006      | Phenom, Athlon 64, Sempron                                             |                             | 1000 BI-DIRECTIONAL        | Oui, x16+x16                                    | | SB600                                     | A-Link Express II  | |
| RS690C      | AMD 690V                                          | Février 2007      | Athlon 64, Sempron                                                     | 80                          | 1000 BI-DIRECTIONAL        | Non                                             | IGP Radeon X1200 (350 MHz), DirectX 9.0, AVIVO, DVI, HDMI/HDCP, pas de LVDS                                       | SB600                                     | A-Link Express II  | |
| RS690       | AMD 690G                                          | Février 2007      | Phenom, Athlon 64, Sempron                                             | 80                          | 1000 BI-DIRECTIONAL        | Non                                             | IGP Radeon X1250 (400 MHz), DirectX 9.0, AVIVO, HDMI/HDCP                                                         | SB600                                     | A-Link Express II  | |
| RS690MC     | AMD M690V chipset                                 | Février 2007      | Turion 64 X2, Athlon 64 X2 mobile                                      | 80                          | 800 BI-DIRECTIONAL         | Non                                             | IGP Radeon X1200 (350 MHz), DirectX 9.0, AVIVO, DVI, HDMI/HDCP, pas de LVDS                                       | SB600                                     | A-Link Express II  | chipset Mobile Powerplay 7.0 |
| RS690M      | AMD M690 chipset                                  | Février 2007      | Turion 64 X2, Athlon 64 X2 mobile                                      | 80                          | 800 BI-DIRECTIONAL         | Non                                             | IGP Radeon X1250 (350 MHz), DirectX 9.0, AVIVO, DVI/HDCP (pas d'HDMI)                                             | SB600                                     | A-Link Express II  | chipset mobile Powerplay 7.0 |
| RS690T      | AMD M690E                                         | Février 2007      | Athlon Neo, Mobile Sempron family                                      | 80                          | 800 BI-DIRECTIONAL         | Non                                             | IGP Radeon X1250 (350 MHz), DirectX 9.0, AVIVO, 2xHDMI/HDCP                                                       | SB600                                     | A-Link Express II  | chipset Mobile Powerplay 7.0 |
| RS690T      | AMD M690T                                         | Février 2007      | Turion 64 X2, Athlon 64 X2 mobile                                      | 80                          | 800 BI-DIRECTIONAL         | Non                                             | IGP Radeon X1270 (400 MHz), DirectX 9.0, AVIVO, HDMI/HDCP                                                         | SB600                                     | A-Link Express II  | chipset mobile Powerplay 7.0 |
| RX740       | AMD 740                                           | 2008              | Athlon 64, Phenom, Sempron                                             | 55                          | 1000 BI-DIRECTIONAL        | Non                                             | une ligne PCIe 1.1 x16                                                                                            | SB600, SB700, SB750                       | A-Link Express II  | |
| RS740       | AMD 740G                                          | 2008              | Athlon 64, Phenom, Sempron                                             | 55                          | 1000 BI-DIRECTIONAL        | Non                                             | IGP ATI Radeon 2100, DirectX 9.0, AVIVO,HDMI/HDCP                                                                 | SB600, SB700, SB750 ou ligne PCIe 1.1 x16 | A-Link Express II  | |
| RS780L      | AMD 760G                                          | 2009              | Athlon 64, Phenom, Sempron                                             | 55                          | 2600 BI-DIRECTIONAL        | Oui (Hybride)                                   | IGP ATI Radeon 3000, DirectX 10, AVIVO HD, HDMI/HDCP ou ligne PCIe 2.0 x16                                        | SB710                                     | A-Link Express II  | |
| RX780       | AMD 770                                           | 2008              | Athlon 64, Phenom, Sempron                                             | 65                          | 2600 BI-DIRECTIONAL        | Non                                             | Une ligne PCIe 2.0 x16                                                                                            | SB600, SB700, SB710, SB750                | A-Link Express II  | |
| RS780C      | AMD 780V                                          | 2008              | Athlon 64, Phenom, Sempron                                             | 55                          | 2600 BI-DIRECTIONAL        | Non                                             | IGP ATI Radeon 3100 DirectX 10, AVIVO HD, HDMI/HDCP, DisplayPort/DPCP ou ligne PCIe 2.0 x16                       | SB700, SB710, SB750                       | A-Link Express II  | |
| RS780I      | AMD 780G                                          | 2008              | Athlon 64, Phenom, Sempron                                             | 55                          | 2600 BI-DIRECTIONAL        | Oui (Hybride)                                   | IGP ATI Radeon HD 3200 DirectX 10, UVD+, Side-port Memory, HDMI/HDCP, DisplayPort/DPCP ou ligne PCIe 2.0 x16      | SB700, SB710, SB750                       | A-Link Express II  | |
| RS780MC     | AMD M780V                                         | 2008              | Turion 64, Athlon 64 mobile, Athlon Neo                                | 55                          | 2600 BI-DIRECTIONAL        | Oui, PowerXpress AXIOM / MXM Module             | IGP ATI Radeon HD 3100 DirectX 10, UVD+, HDMI/HDCP, DisplayPort, DVI, VGA ou ligne PCIe 2.0 x16                   | SB600, SB700, SB710                       | A-Link Express II  | Chipset mobile, Plateforme Puma, PowerXpress |
| RS780M      | AMD M780G                                         | 2008              | Turion 64, Athlon mobile, Athlon Neo                                   | 55                          | 2600 BI-DIRECTIONAL        | Oui, PowerXpress AXIOM / MXM Module             | IGP ATI Radeon HD 3200 DirectX 10, UVD+, HDMI/HDCP, DisplayPort, DVI, VGA ou ligne PCIe 2.0 x16                   | SB600, SB700, SB710                       | A-Link Express II  | Chipset mobile, Platforme Puma, PowerXpress |
| RS780D      | AMD 790GX                                         | 2008              | Athlon 64, Phenom, Sempron                                             | 55                          | 2600 BI-DIRECTIONAL        | Oui (Hybride & x8+x8)                           | IGP ATI Radeon HD 3300 DirectX 10, UVD+, Side-port memory, HDMI/HDCP, DisplayPort/DPCP ou 2 lignes PCIe 2.0 x16   | SB750                                     | A-Link Express II  | |
| RD780       | AMD 790X                                          | 2008              | Athlon, Phenom, Sempron                                                | 65                          | 2600 BI-DIRECTIONAL        | Oui, x8+x8                                      | Deux lignes PCIe 2.0 x16                                                                                          | SB600, SB700, SB750, SB850                | A-Link Express II  | |
| RD790       | AMD 790FX                                         | Novembre 2007     | Athlon, Phenom, Sempron                                                | 65                          | 2600 BI-DIRECTIONAL        | Oui, CrossFire X (deux lignes 16x ou quatre 8x) | Jusqu'à 4 lignes PCIe 2.0 x16                                                                                     | SB600, SB750, SB850                       | A-Link Express II  | Support de la plateforme Quad FX (FASN8), compatible double socket NUMA, variante socket 720 broches FC-BGA disponible avec une tension de fonctionnement de 1,1 V                                                                     |
| RS880       | AMD 785G                                          | 2009              | Athlon, Phenom, Sempron                                                | 55                          | 2600 BI-DIRECTIONAL        | Oui (Hybride & x16+x4)                          | IGP ATI Radeon HD 4200 DirectX 10.1, UVD2, Side-port memory, HDMI/HDCP, DisplayPort/DPCP ou 2 lignes PCIe 2.0 x16 | SB710, SB750, SB810, SB850                | A-Link Express II  | Consommation 11 W (500 MHz) (3 W en veille) |
| RX780       | AMD 770 (870)                                     | 2010              | Athlon, Phenom, Sempron                                                | 65                          | 2600 BI-DIRECTIONAL        | Non                                             | Une ligne PCIe 2.0 x16                                                                                            | SB850                                     | A-Link Express III | |
| RS880P      | AMD 880G                                          | 4e trimestre 2010 | Phenom II, Athlon II, Sempron                                          | 55                          | 2600 BI-DIRECTIONAL        | Oui                                             | IGP ATI Radeon HD 4250 DirectX 10.1, UVD2, Side-port memory, HDMI/HDCP, DisplayPort/DPCP ou ligne PCIe 2.0 x16    | SB710, SB750, SB810, SB850                | A-Link Express III | Support du socket AM3+ et de l'AM3 |
| RS880M      | AMD 880M                                          | 2e trimestre 2010 | Turion II, Athlon II mobile, Sempron mobile                            | 55                          | 2600 BI-DIRECTIONAL        | Oui, PowerXpress AXIOM / MXM Module             | IGP ATI Radeon HD 4200 DirectX 10.1, UVD2, HDMI/HDCP, DisplayPort, DVI, VGA ou ligne PCIe 2.0 x16                 | SB820                                     | A-Link Express III | Chipset Mobile, plateforme AMD Tigris, PowerXpress |
| RS880M      | AMD 880M                                          | 2e trimestre 2010 | Athlon II Neo, Turion II Neo                                           | 55                          | 2600 BI-DIRECTIONAL        | Oui, PowerXpress AXIOM / MXM Module             | IGP ATI Radeon HD 4225 DirectX 10.1, UVD2, HDMI/HDCP, DisplayPort, DVI, VGA ou ligne PCIe 2.0 x16                 | SB820                                     | A-Link Express III | Chipset mobile, plateforme AMD Nil, PowerXpress |
| RS880M      | AMD 880M                                          | 2e trimestre 2010 | Phenom II Mobile, Turion II, Athlon II Mobile, Sempron/V-Series mobile | 55                          | 2600 BI-DIRECTIONAL        | Oui, PowerXpress AXIOM / MXM Module             | IGP ATI Radeon HD 4250/4270 DirectX 10.1, UVD2, HDMI/HDCP, DisplayPort, DVI, VGA ou ligne PCIe 2.0 x16            | SB820                                     | A-Link Express III | Chipset mobile, plateforme AMD Danube, PowerXpress |
| RS880D      | AMD 890GX                                         | 2e trimestre 2010 | Phenom II, Athlon II, Sempron                                          | 55                          | 2600 BI-DIRECTIONAL        | Oui (Hybride & 8x+8x)                           | IGP ATI Radeon HD 4290 DirectX 10.1, UVD2, Side-port memory, HDMI/HDCP, DisplayPort/DPCP ou 2 lignes PCIe 2.0 16x | SB710, SB750, SB810, SB850                | A-Link Express III | 22 W TDP (700 MHz) |
| RD890       | AMD 890FX                                         | 2e trimestre 2010 | Phenom II, Athlon II, Sempron                                          | 65                          | 2600 BI-DIRECTIONAL        | Oui, x16+x16 ou x8 quad                         | Jusqu'à 4 lignes PCIe 2.0 x16                                                                                     | SB710, SB750, SB810, SB850                | A-Link Express III | 18 W TDP |
| RD970       | AMD 970                                           | 2e trimestre 2011 | Processeurs "Bulldozer", Phenom II, Athlon II, Sempron                 | 32                          | 3200 BI-DIRECTIONAL        | Oui, x8+x8                                      | Deux lignes PCIe 2.0 x16, IOMMU                                                                                   | SB710, SB750, SB810, SB850, SB920, SB950  | A-Link Express III | Inaugure le socket AM3+ et l'HyperTransport 3.1 |
| RD990       | AMD 990X                                          | 2e trimestre 2011 | Processeurs "Bulldozer", Phenom II, Athlon II, Sempron                 | 32                          | 3200 BI-DIRECTIONAL        | Oui, x8+x8                                      | Deux lignes PCIe 2.0 x16, IOMMU                                                                                   | SB710, SB750, SB810, SB850, SB920, SB950  | A-Link Express III | Inaugure le socket AM3+ et l'HyperTransport 3.1 |
| RD990       | AMD 990FX                                         | 2e trimestre 2011 | Processeurs "Bulldozer", Phenom II, Athlon II, Sempron                 | 32                          | 3200 BI-DIRECTIONAL        | Oui, x16+x16 ou x8 quad                         | Jusqu'à 4 lignes PCIe 2.0 x16, IOMMU                                                                              | SB710, SB750, SB810, SB850, SB920, SB950  | A-Link Express III | Inaugure le socket AM3+ et l'HyperTransport 3.1 |
| Nom de code | Modèle                                            | Date de sortie    | Processeurs Supportés                                                  | Procédé de fabrication (nm) | Fréquence FSB/HT max (MHz) | Compatible CrossFire                            | Fonctionnalités intégrées                                                                                         | Southbridge                               | Interface NB-SB    | Notes |

Note 1 : Les technologies A-Link Express et A-Link Express II correspondent à des lignes PCI Express 4x.
Note 2 : La technologie A-Link Express III correspond à une ligne PCI Express 2.0 4x fournissant une bande passante de 2 Gbit/s.

## Comparaison des Southbridges
| Nom de Code   | Modèle                                | Date de sortie | Procédé de fabrication | SATA                  | USB                      | Audio    | IDE (2 équipements par canal) | RAID          | Notes                                     |
| ------------- | ------------------------------------- | -------------- | ---------------------- | --------------------- | ------------------------ | -------- | ----------------------------- | ------------- | ----------------------------------------- |
| AMD-645       | AMD 640                               |                |                        |                       |                          |          | 2 × ATA/33                    | Non           |                                           |
| AMD-756       | AMD 750                               | 1999           |                        |                       | 4 × USB 1.1              |          | 2 × ATA/66                    | Non           |                                           |
| AMD-766       | AMD 760                               | 2001           |                        |                       | 4 × USB 1.1              |          | 2 × ATA/100                   | Non           |                                           |
| AMD-768       | AMD 760MPX                            | 2001           |                        |                       | 4 × USB 1.1              | AC'97    | 2 × ATA/100                   | Non           |                                           |
| Geode CS5530  | Geode GX1                             |                |                        |                       |                          | AC'97    | 2 × ATA/33                    | Non           | National Semiconductor release            |
| Geode CS5530A | Geode GXm Geode GXLV                  |                |                        |                       |                          | AC'97    | 2 × ATA/33                    | Non           | National Semiconductor release            |
| Geode CS5535  | Geode GX                              |                |                        |                       | 4 × USB 1.1              | AC'97    | 2 × ATA/66                    | Non           |                                           |
| Geode CS5536  | Geode LX                              |                |                        |                       | 4 × USB 2.0              | AC'97    | 2 × ATA/100                   | Non           |                                           |
| AMD-8131      | AMD 8111 nForce Professional ULi-1563 | 2004           |                        |                       |                          |          |                               | Non           | PCI-X                                     |
| AMD-8132      | AMD 8111 nForce Professional ULi-1563 | 2004           |                        |                       |                          |          |                               | Non           | PCI-X 2.0                                 |
| AMD-8151      | AMD-8131                              | 2004           |                        |                       |                          |          |                               | Non           | AGP 8X                                    |
| SB600         | AMD 480/570/580/690 CrossFire         | 2006           | 130 nm                 | 4 × 3 Gbit/s AHCI 1.1 | 10 × USB 2.0             | HD Audio | 1 × ATA/133                   | RAID 0,1,10   | eSATA, ASF 2.0 Boîtier FC-BGA 549 broches |
| SB700         | AMD série 700                         | 2007           | 130 nm                 | 6 × 3 Gbit/s AHCI 1.1 | 12 × USB 2.0 2 × USB 1.1 | HD Audio | 1 × ATA/133                   | RAID 0,1,10   | eSATA, DASH 1.0                           |
| SB700S        | AMD série 700S                        | 2008           | 130 nm                 | 6 × 3 Gbit/s AHCI 1.1 | 12 × USB 2.0 2 × USB 1.1 | HD Audio | 1 × ATA/133                   | RAID 0,1,10   | eSATA, DASH 1.0 Server southbridge        |
| SB710         | AMD série 700                         | 2008           | 130 nm                 | 6 × 3 Gbit/s AHCI 1.1 | 12 × USB 2.0 2 × USB 1.1 | HD Audio | 1 × ATA/133                   | RAID 0,1,10   | eSATA, DASH 1.0                           |
| SB750         | AMD série 700                         | 2008           | 130 nm                 | 6 × 3 Gbit/s AHCI 1.1 | 12 × USB 2.0 2 × USB 1.1 | HD Audio | 1 × ATA/133                   | RAID 0,1,5,10 | eSATA, DASH 1.0                           |
| SB810         | AMD série 800                         | 2010           | 65 nm                  | 6 × 3 Gbit/s AHCI 1.1 | 14 × USB 2.0 2 × USB 1.1 | HD Audio | Non                           | RAID 0,1,10   | Gigabit Ethernet, 4W TDP                  |
| SB850         | AMD série 800                         | 2010           | 65 nm                  | 6 × 6 Gbit/s AHCI 1.2 | 14 × USB 2.0 2 × USB 1.1 | HD Audio | Non                           | RAID 0,1,5,10 | Gigabit Ethernet, 4W TDP                  |
| SB920         | AMD série 900                         | 2011           | 65 nm                  | 6 × 6 Gbit/s AHCI 1.2 | 14 × USB 2.0 2 × USB 1.1 | HD Audio | Non                           | RAID 0,1,10   | Gigabit Ethernet 4W TDP                   |
| SB950         | AMD série 900                         | 2011           | 65 nm                  | 6 × 6Gbit/s AHCI 1.2  | 14 × USB 2.0 2 × USB 1.1 | HD Audio | Non                           | RAID 0,1,5,10 | Gigabit Ethernet 4W TDP                   |
| Nom de Code   | Modèle                                | Date de sortie | Procédé de fabrication | SATA                  | USB                      | Audio    | IDE (2 équipements par canal) | RAID          | Notes                                     |

## Comparaison des pucesAPU/FCH (Fusion Controller Hub)

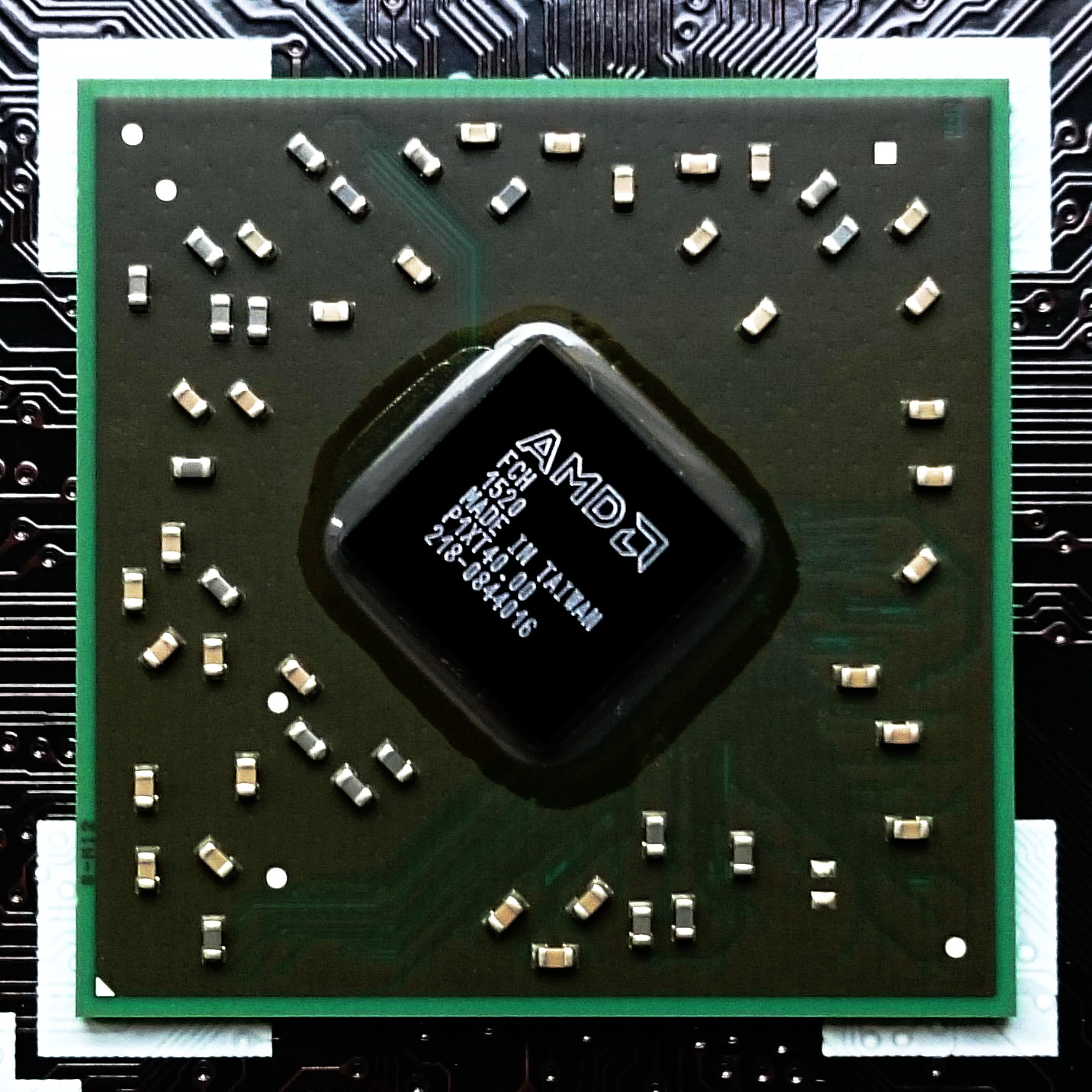
Fusion Controller Hub A88X.

Pour les modèles d’AMD APU de 2011 à 2016, AMD commercialisait ses chipsets sous le nom de Fusion Controller Hubs (FCH), l’implémentant dans toute sa gamme de produits en 2017 parallèlement à la sortie de l’architecture Zen. Avant cela, seuls les APU utilisaient des FCH, tandis que leurs autres processeurs utilisaient encore un northbridge et un southbridge. Le fonctionnement du Fusion Controller Hub est similaire à celui du Platform controller hub (PCH) d'Intel.
Le FCH d’AMD a été abandonné depuis la sortie de la série de processeurs Carrizo car il a été intégré dans la même puce que le reste du CPU. Cependant, depuis la sortie de l’architecture Zen, il existe toujours un composant appelé chipset qui ne gère que les E/S à vitesse relativement faible telles que les ports USB et SATA et se connecte au processeur avec une connexion PCIe. Dans ces systèmes, toutes les connexions PCIe sont acheminées directement vers le processeur. L’interface UMI (en) précédemment utilisée par AMD pour communiquer avec le FCH est remplacée par une connexion PCIe. Techniquement, le processeur peut fonctionner sans chipset ; il ne continue d’être présent que pour l’interfaçage avec des E/S à faible vitesse. Les processeurs de serveur AMD adoptent une conception de système sur une puce (SoC) autonome qui ne nécessite pas de chipset,,,.
| Nom de Code | Modèle | Année | Procédé de fabrication (nm) | Unified Media Interface (en) (UMI) | SATA                  | USB                                  | Audio                     | RAID          | Gb Ethernet MAC | PCI 33 MHz      | Notes                                                   |
| ----------- | ------ | ----- | --------------------------- | ---------------------------------- | --------------------- | ------------------------------------ | ------------------------- | ------------- | --------------- | --------------- | ------------------------------------------------------- |
| Hudson-M1   | A50M   | 2011  | 65                          | x4 Gen 1 (2.5 GT/s)                | 6 × 6 Gbit/s AHCI 1.2 | 14 × USB 2.0 2 × USB 1.1             | HD Audio jusqu'à 4 canaux | Non           | Non             | Non             |                                                         |
| Hudson-M2   | A60M   | 2011  | 65                          | x4 Gen 1 (2.5 GT/s) + DP           | 6 × 6 Gbit/s AHCI 1.2 | 14 × USB 2.0 2 × USB 1.1             | HD Audio jusqu'à 4 canaux | RAID 0,1      | 10/100/1000     | Non             |                                                         |
| Hudson-M3   | A70M   | 2011  | 65                          | x4 Gen 1 (2.5 GT/s) + DP           | 6 × 6 Gbit/s AHCI 1.2 | 4 × USB 3.0 10 × USB 2.0 2 × USB 1.1 | HD Audio jusqu'à 4 canaux | RAID 0,1      | 10/100/1000     | Non             | Premier chipset à disposer nativement de lignes USB 3.0 |
| Hudson-D1   | A45    | 2011  | 65                          | x4 Gen 2 (5 GT/s)                  | 6 × 3 Gbit/s AHCI 1.1 | 14 × USB 2.0 2 × USB 1.1             | HD Audio jusqu'à 4 canaux | Non           | Non             | Jusqu'à 4 slots |                                                         |
| Hudson-D2   | A55    | 2011  | 65                          | x4 Gen 2 (5 GT/s) + DP             | 6 × 6 Gbit/s AHCI 1.2 | 14 × USB 2.0 2 × USB 1.1             | HD Audio jusqu'à 4 canaux | RAID 0,1,10   | 10/100/1000     | Jusqu'à 3 slots |                                                         |
| Hudson-D3   | A75    | 2011  | 65                          | x4 Gen 2 (5 GT/s) + DP             | 6 × 6 Gbit/s AHCI 1.2 | 4 × USB 3.0 10 × USB 2.0 2 × USB 1.1 | HD Audio jusqu'à 4 canaux | RAID 0,1,10   | 10/100/1000     | Jusqu'à 3 slots | Premier chipset à disposer nativement de lignes USB 3.0 |
| Hudson-E1   | A55E   | 2011  | 65                          | x4 Gen 2 (5 GT/s)                  | 6 × 6 Gbit/s AHCI 1.2 | 14 × USB 2.0 2 × USB 1.1             | HD Audio jusqu'à 4 canaux | RAID 0,1,5,10 | 10/100/1000     | Jusqu'à 4 slots |                                                         |